# Toulouse villamosvonal-hálózata
Toulouse  villamosvonal-hálózata (francia nyelven: Tramway de Toulouse ) jelenleg két vonalból és 27 állomásból áll, a hálózat teljes hossza 17,4 km.
A villamospálya nyomtávolsága 1435 mm, a villamosok 750 V egyenáramú felsővezetékről üzemelnek.
2010 december 11-én nyílt meg. 2018-ban naponta 18 ezer, egész évben mintegy 12,9 millió utas utazott vele.

## Képek

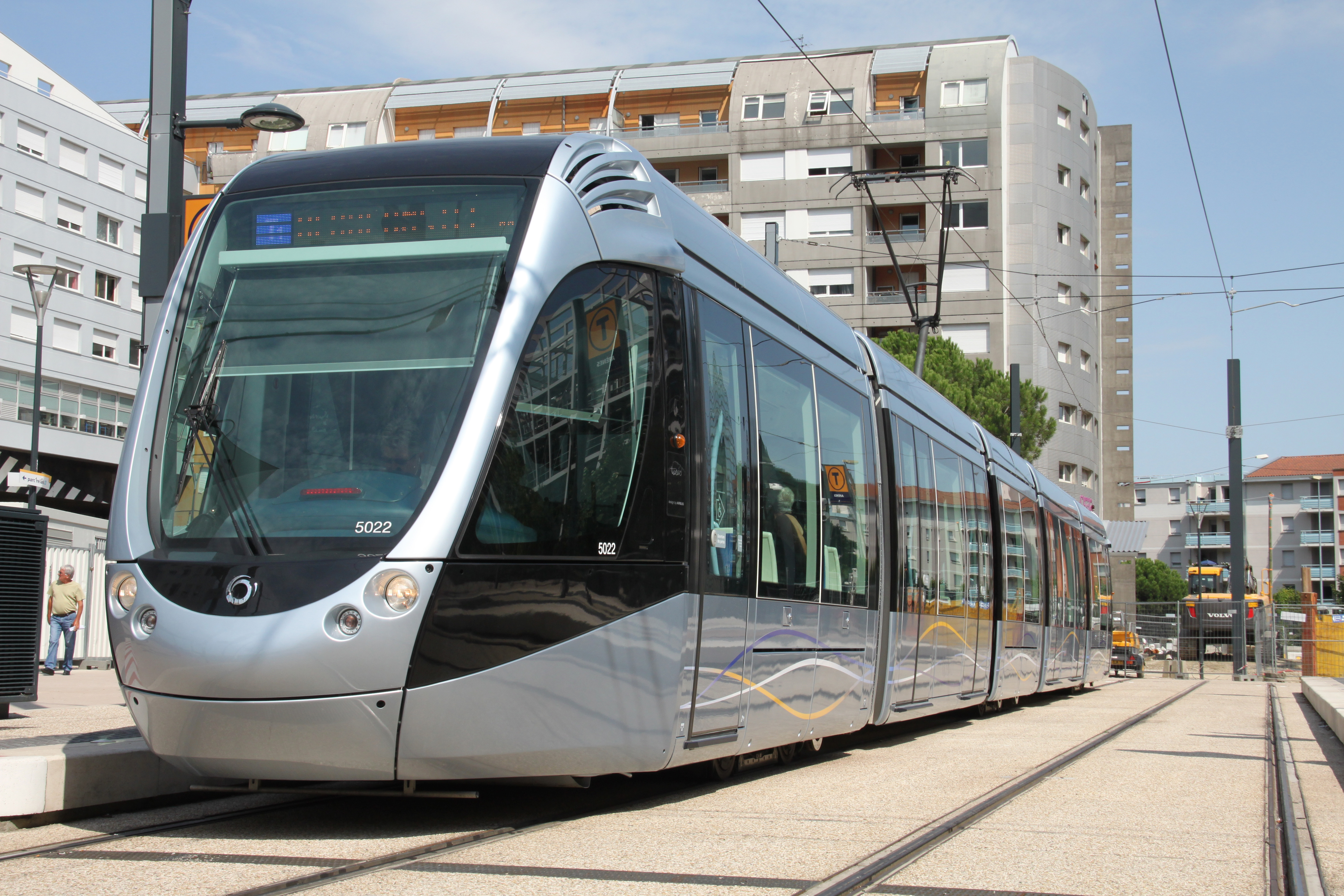
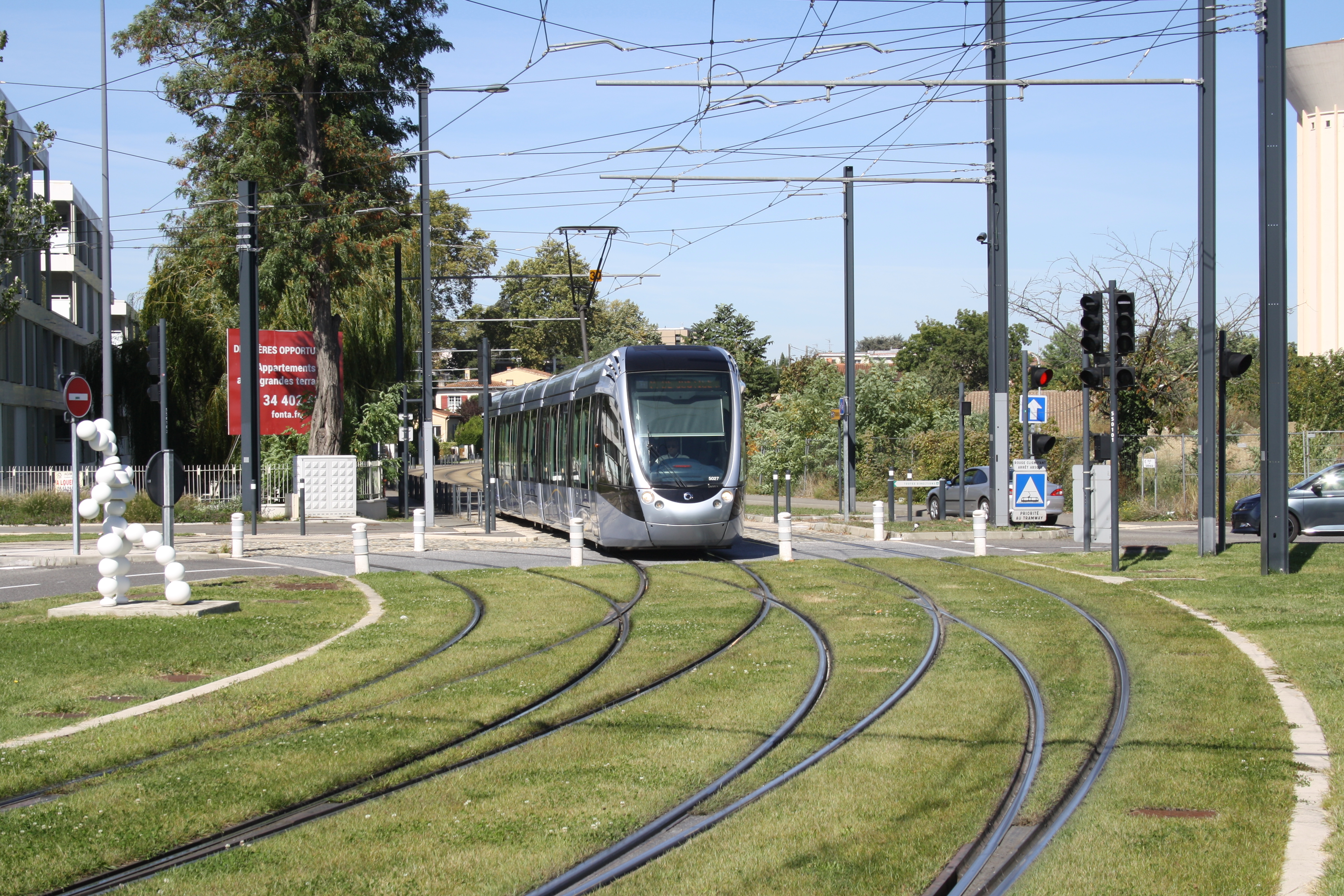
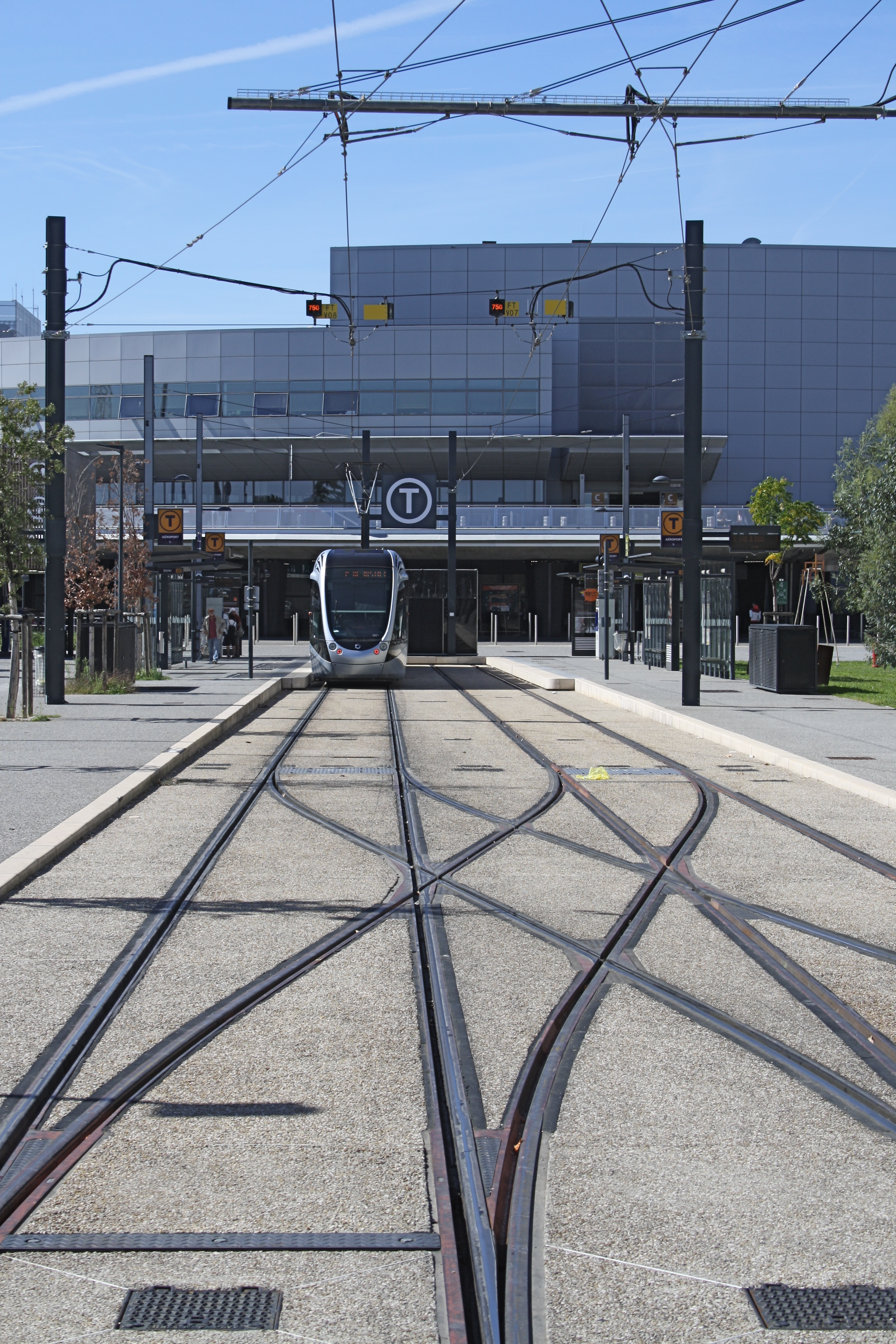
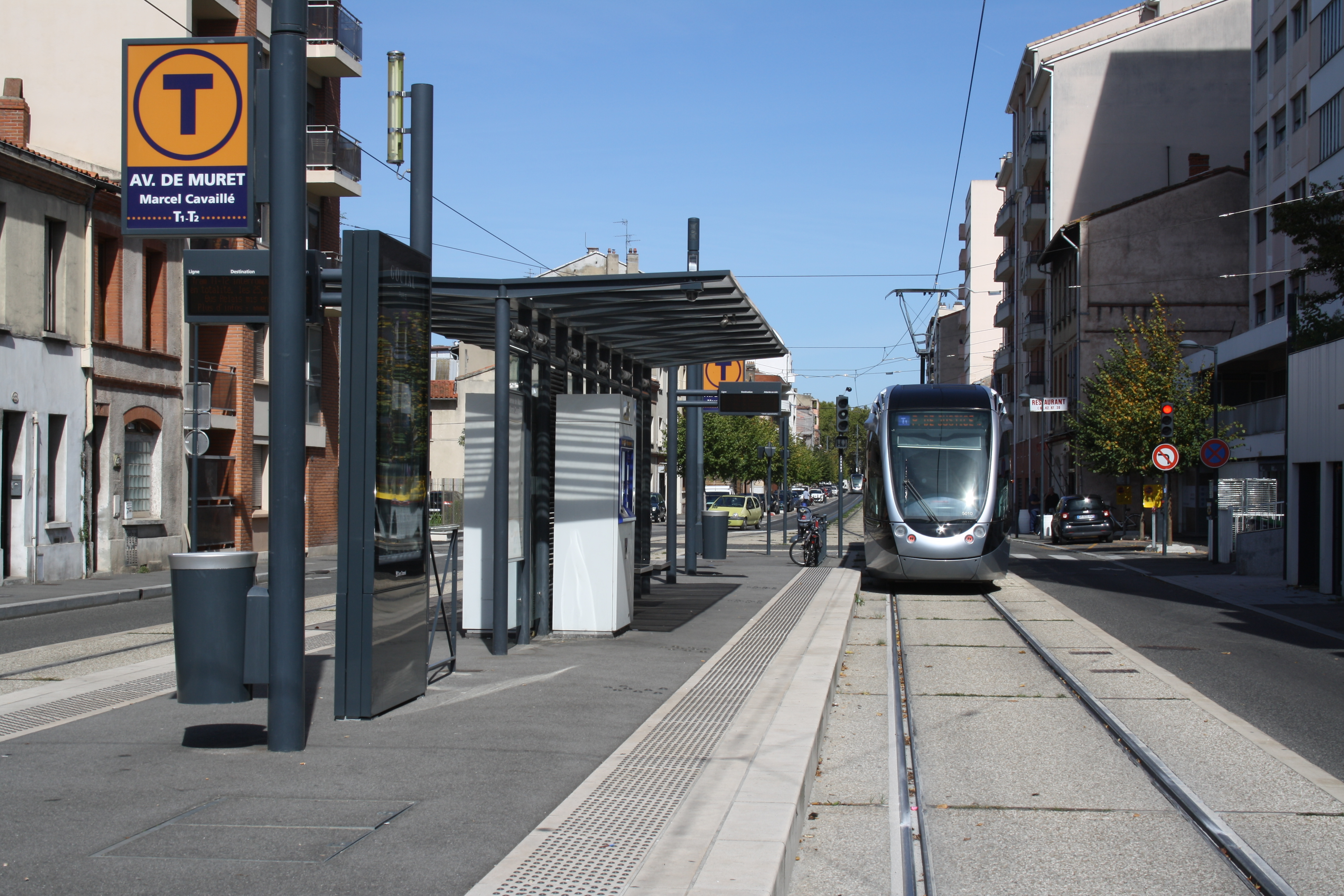
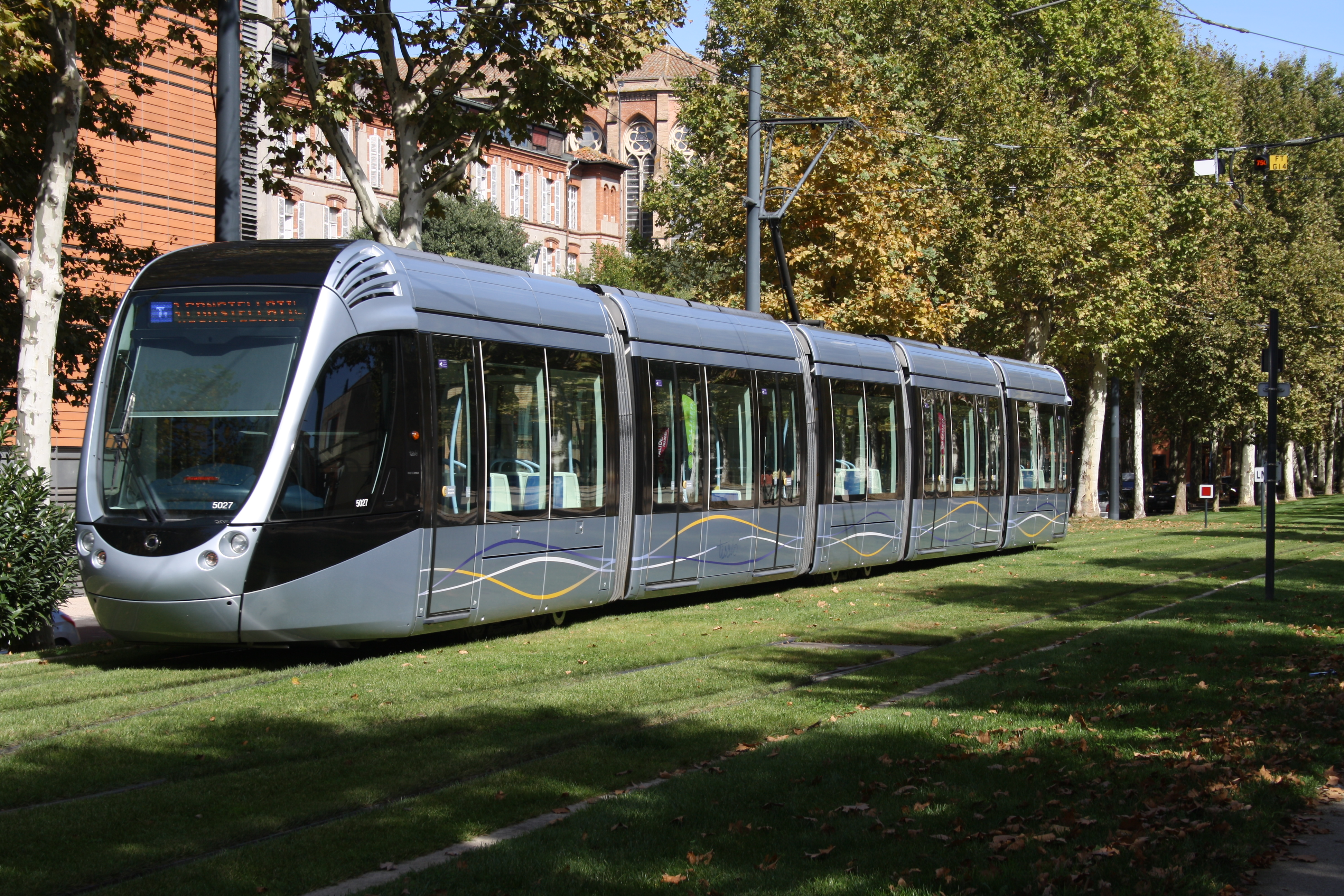